# Michael X
Michael X (17 de agosto  de 1933 - 16 de maio de 1975), nascido Michael de Freitas em Trinidade e Tobago, foi um autoafirmado revolucionário e ativista dos direitos humanos na década de 60, em Londres. Ele também era conhecido como Michael Abdul Malik e Abdul Malik. Foi acusado de assassinato em 1972, e posteriormente executado por enforcamento em 1975, na Cadeia Real de Porto da Espanha

## Biografia
Michael de Freitas nasceu em Belmont, Porto da Espanha, Trinidade e Tobago, filho de uma mulher negra, praticante de Obeah, provinda de Barbados e um pai Português vindo de São Cristóvão e Nevis. Encorajado a se passar por branco por sua mãe, "Red Mike" teve uma juventude delinquente e foi suspenso da escola aos 14 anos de idade. Em 1957 ele imigrou para o Reino Unido, onde foi morar em Londres e trabalhou como porta-voz para Peter Rachman, um trabalho que ele confessou não gostar, mas pagava pelo seu estilo de vida. Pensando em sair daquela situação, começou a se envolver no radicalismo político e com grupos pertos de Notting Hill.
Na década de 60, inspirado por Malcolm X, optou por escolher o nome de "Michael X" e veio a ser conhecido entre o movimento Black Power em Londres. Escrevendo no The Observer em 1965, Collin McGlashan chamou-o de "Uma voz negra autêntica ressentida." 
Em 1965, sob o pseudônimo de Abdul Maliik ele fundou a Sociedade de Ação de Ajustamento Racial (SAAR).
Em 1967 se envolveu com a organização hippie, London Free Schol (LFS), através de John "Hoppy" Hopkins, onde ambos ajudaram a ampliar a causa social do grupo que se concentrava perto de Notting Hill, assim criando problemas com a polícia local que desaprovava o grupo. Michael e o LFS foram fundamentais na organização do primeiro Notting Hill Carnival.
Um ano mais tarde, ele ficou conhecido por ser a primeira pessoa não-branca a ser presa pela UK's Rece Relations Act, uma delegacia designada para proteger a população negra e asiática da discriminação. "Ele foi sentenciado à 12 meses de prisão após defender a pena de morte imediata à homens brancos que tocassem mulheres negras." Ele também disse que "homens brancos não tem alma."
Em 1969, ele se tornou autointitulado líder de uma comuna Black Power em Holloway Road, North London, chamada de "Black House" (ou "Casa Negra" em português). A comuna foi financiada pelo jovem milionário e benfeitor, Nigel Samuel. Michael X disse, "Eles me fizeram um arcebispo da violência nesse país. Mas essa retórica de 'Pegue uma arma' acabou. Nós estamos falando de construir novas mudanças na comunidade para as 'pessoas da comunidade'.' Nós estamos mantendo uma abordagem consciente." John Lennon e Yoko Ono venderam uma saco contendo seus cabelos para doar ao Black House.
No que a mídia chamava de "o caso do colar escravo", o empresário Marvin Brown foi manipulado e atraído para a Black House, onde foi obrigado por Michael e outros membros a vestir um colar "escravo" espinhoso em volta de seu pescoço, enquanto o ameaçavam por dinheiro. A Black House foi fechada no outono de 1970. Dois homens foram inocentados por atacarem Marvin Brown que ficou 18 meses em cárcere. 
A Black House foi incendiada em misteriosas circunstâncias, e mais tarde Michael X e seus quatro colegas foram presos por extorsão. Sua fiança foi paga por John Lennon em Janeiro de 1971.
Em fevereiro de 1971, ele retornou para seu país natal, Trinidade e Tobago, onde ele começou uma comuna agricultural sob a ideologia do empoderamento negro á 16 milhas (26 km) ao este da capital, Porto da Espanha. "A única política que eu entendi é a política da revolução.", ele disse ao Trinidad Express. "A política da mudança, a política de um completo novo sistema." Ele começou outra comuna, também chamada de Black House, onde, em fevereiro de 1972, também foi incendiada. 

## Tentativa de assassinato e morte
A polícia que foi até a comuna para investigar o fogo e descobriu os corpos de Joseph Skerritt e Gale Benson, membros da comuna. Eles foram enterrados ainda vivos e em covas separadas e fundas. Benson, que tinha o pseudônimo de Hale Kimga, era a filha do Primeiro Ministro Conservador Leonard F. Plugge. Ela teve um relacionamento com o primo de Malcolm X, Hakim Jamal.
Michael X, voou até Guiana e lá depois de alguns dias foi capturado. Eles foi acusado pelo assassinato de Skerritt e Benson, mas nunca foi julgado pelo seu último crime. Uma testemunha afirmou que Skerritt foi um membro do Malik's "Black Liberation Army, e foi morto por ele, pois ele se recusou a obedecer a ordem de um ataque à delegacia de polícia local sendo assim, Malik sentenciado a morte. Foi criado Comitê Salve Malik, onde está presente Angela Davis, Dick Gregory, Kate Millet e outros, incluindo o conhecido jurista radical William Knunstler, que foi pago por John Lennon pedindo clemência, porém esta não lhe foi conferida, tendo posteriormente Michael X executado por enforcamento em 1975. Outros membros do grupo foram acusados do assassinato de Benson. Foi afirmado que Gale Benson foi morta pelo golpe de um facão deferido por Malik, no pescoço, enquanto a mesma estava distraída. Foi levado até seu país natal, onde foi executado. 

## Legado
Sob o nome de Michael Abdul Malik, Michael X foi o tema do livro From Michael Freitas to Michael X (André Deutsch, 1968). Michael X também começou a escrever uma novela sobre um romance negro onde havia uma jovem mulher chamada Lena Boyd-Richardson. A novela nunca foi concluída.